# 루돌프섬
루돌프섬(러시아어: Остров Рудольфа)은 러시아 제믈랴프란차이오시파 제도의 최북단에 위치한 섬이자 러시아의 최북단인 플리겔리곶이 있는 곳이다.
오스트리아-헝가리의 황태자였던 루돌프 폰 외스터라이히웅가른 황태자의 이름을 따서 명명되었다.

## 역사
1899년~1900년 즈음에 이탈리아의 루이지 아마데오 왕자가 지휘하는 원정대가 이 섬에 최초로 방문했다. 후에 1903년~1905년 즈음에 미국의 탐험가 앤서니 피알라가 지휘하는 지글러 극지 탐험대가 루돌프섬에 오두막을 짓고 잠시 머물렀다.
1939년, 세계 최초의 유빙 관측소인 노스폴-1이 건설되었다.

## 지리
루돌프섬은 섬의 대부분이 빙하로 덮여있다. 가장 높은 지점은 461m이다. 미덴도르프 빙하가 섬의 남동부를 덮고있다.
섬의 최북단에는 러시아와 유라시아의 최북단 지점인 플리겔리곶이 위치해있다.

## 같이 보기
- 러시아의 섬 목록
- 최북단순 나라 목록